# Ford Forty-Nine

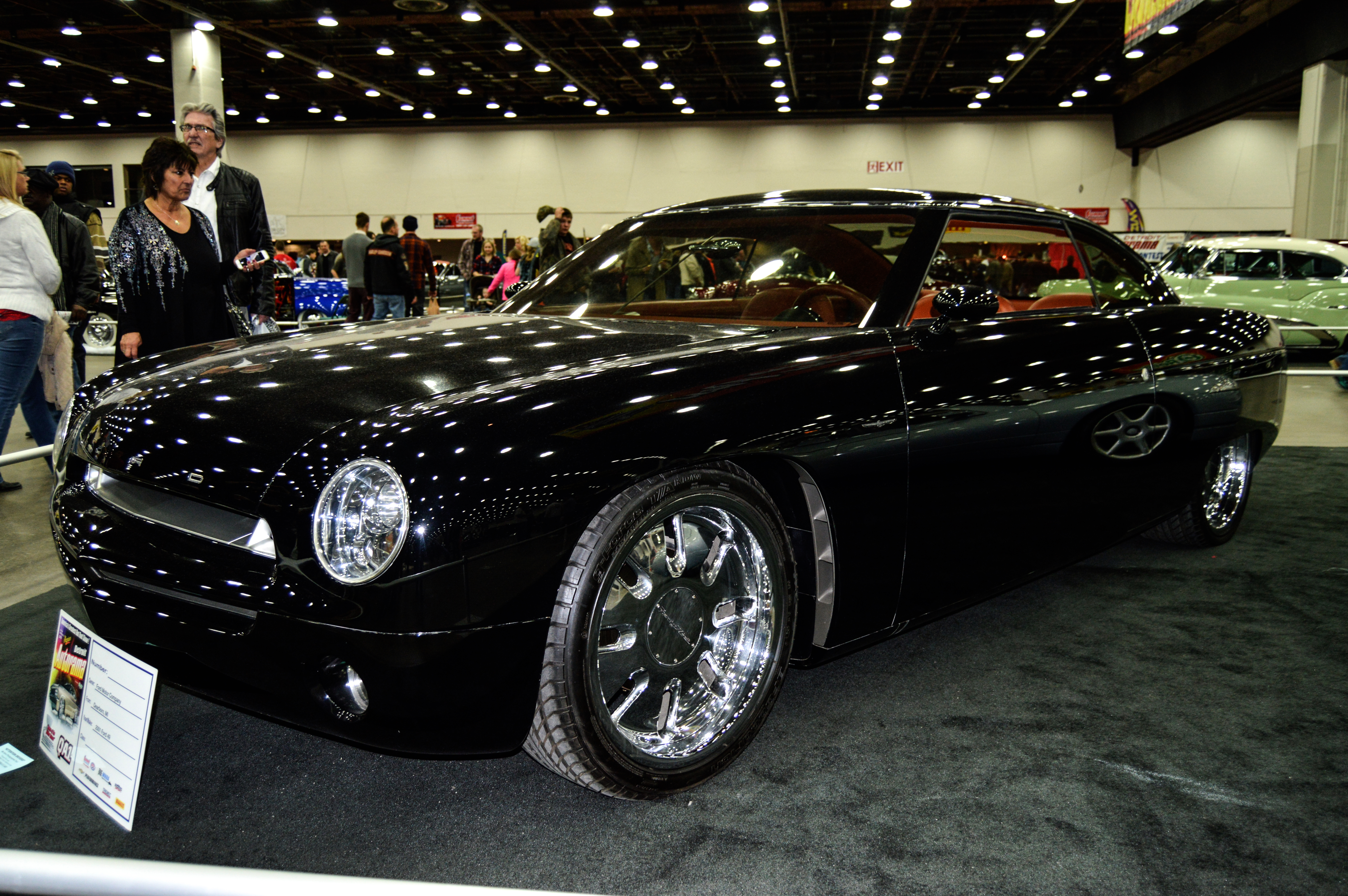
Ford Forty Nine concept car en noir

La Ford Forty-Nine était un concept car créé par la Ford Motor Company. Elle a été conçue par Chip Foose et elle a été présentée pour la première fois au Salon international de l'automobile d'Amérique du Nord en 2001. C'est un hommage à la Ford 1949. Un cabriolet a également été construit, fini en rouge, mais c'était un véhicule d'exposition statique et en tant que tel il n'avait pas de train de roulement.

## Moteur et conception
Le moteur de la Forty-Nine était le même moteur V8 AJ de Jaguar utilisé dans la Ford Thunderbird, un V8 DOHC atmosphérique de 3,9 litres et 32 soupapes. La puissance est envoyée aux roues arrière via une transmission automatique à 5 vitesses.